# Oberalsterniederung

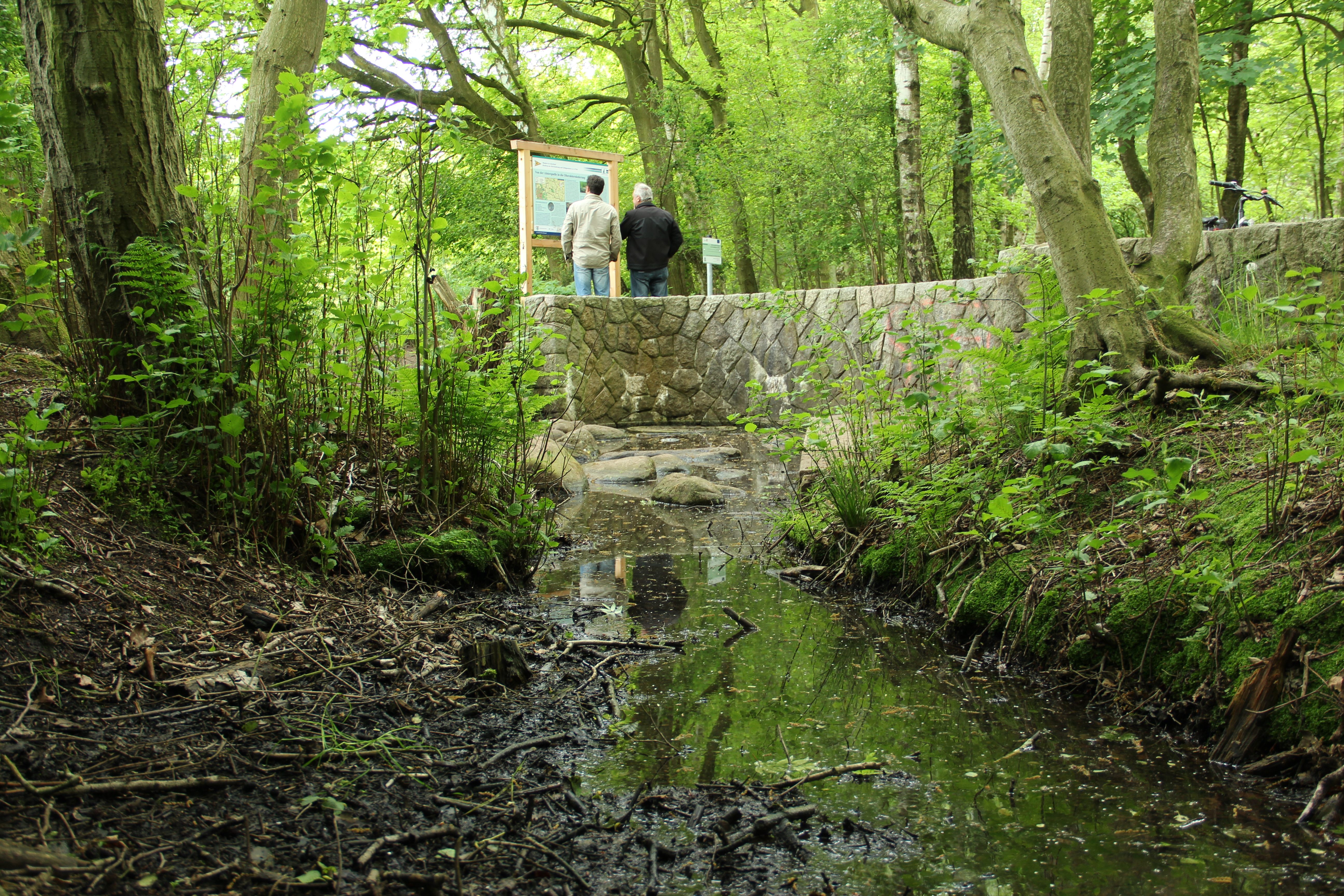
Quelle der Alster im NSG

Die Oberalsterniederung ist ein Naturschutzgebiet in den schleswig-holsteinischen Gemeinden Henstedt-Ulzburg, Wakendorf II, Nahe und Kayhude im Kreis Segeberg und der Gemeinde Tangstedt im Kreis Stormarn.
Das rund 907 Hektar große Naturschutzgebiet ist unter der Nummer 76 in das Verzeichnis der Naturschutzgebiete des Ministeriums für Landwirtschaft, Umwelt und ländliche Räume eingetragen. Es wurde 2004 ausgewiesen (Datum der Verordnung: 7. Juli 2004). In dem Naturschutzgebiet ist das ehemalige, im Juli 1971 ausgewiesene Naturschutzgebiet „Schlappenmoor“ aufgegangen. Ein Teil des Naturschutzgebietes ist gleichzeitig als FFH-Gebiet „Alstersystem bis Itzstedter See und Nienwohlder Moor“ und als EU-Vogelschutzgebiet „Alsterniederung“ ausgewiesen. Zuständige untere Naturschutzbehörden sind die Kreise Segeberg und Stormarn.
Das Naturschutzgebiet liegt nördlich von Hamburg und südöstlich von Henstedt-Ulzburg. Es stellt einen Teil der insgesamt rund 2500 Hektar großen Niederung der Oberalster und der Rönne, einem Nebenfluss der Alster, unter Schutz. Das Naturschutzgebiet erstreckt sich entlang der Alster von ihrem Quellbereich bei Henstedt-Rhen bis zur Bundesstraße 432 südlich von Nahe sowie entlang der Rönne von der ehemaligen Elmshorn-Barmstedt-Oldesloer Eisenbahn bis zur Mündung in die Alster unter Schutz.
Die Niederung ist zum Ende der Weichsel-Kaltzeit aus einem ausgedehnten Eisstausee entstanden, in dem sich das Wasser der nach Osten entwässernden Wasserläufe an der Gletscherfront staute. Der Eisstausee verlandete im Laufe der Jahrtausende und es entstand ein ausgedehntes Feuchtgebiet mit Niedermooren, Bruchwäldern und Sümpfen. An drei Stellen bildeten sich später Hochmoore, das Alsterquellmoor, das Schlappenmoor und das Wakendorfer Moor.
Ab dem frühen Mittelalter wurde die Niederung besiedelt, es entstand eine bäuerlich geprägte Kulturlandschaft, die sich heute als weitgehend offene Niederungslandschaft mit Grünland- und Ackerflächen, Hochmoorresten, Bruchwäldern und randlichen Knicks darstellt, durch die Alster und Rönne überwiegend naturnah verlaufen. Die Niederung wird zeitweise überschwemmt. Die Grünlandbereiche sind überwiegend Feuchtwiesen mit Hochstaudenfluren, Sumpfdotterblumen- und Kleinseggenwiesen sowie magere Mähwiesen, teilweise sind Flächen brachgefallen oder werden nur extensiv genutzt. Die Hochmoore wurden in der Vergangenheit entwässert und teilweise abgetorft sowie zu Grünland kultiviert.
Die Oberalsterniederung ist Lebensraum für zahlreiche Tiere und Pflanzen. So kommen hier u. a. Großer Brachvogel, Bekassine, Kiebitz sowie Eisvogel, Wachtelkönig, Rohrdommel, Schwarzkehlchen, Braunkehlchen und Neuntöter vor. Reptilien sind mit Kreuzotter, Ringelnatter, Waldeidechse und Blindschleiche, Amphibien mit Moor-, Gras- und Wasserfrosch sowie Erdkröte und Kammmolch vertreten. Auch Schmetterlinge und Libellen kommen reichlich vor, darunter Mädesüß-Perlmuttfalter, Aurorafalter, Landkärtchen, Spiegelfleckdickkopffalter und Geißkleebläuling sowie Gebänderte und Blauflügel-Prachtlibelle. Die Oberalster ist Lebensraum für die Kleine Bachmuschel und das Bachneunauge.
Die Hochmoorflächen werden heute überwiegend von Pfeifengras und Moorbirke eingenommen. Typische Hochmoorvegetation wie Torfmoose, Wollgräser, Glockenheide und Moorlilie kommen nur noch kleinflächig vor. Die noch renaturierungsfähigen Hochmoorflächen sollen wiedervernässt werden. Im Schlappenmoor befindet sich eine Feuchtwiese mit zahlreichen Orchideen.
Durch das Naturschutzgebiet verlaufen mehrere Wege, die teilweise als Rad- und Wanderwege genutzt werden können. Entlang dieser Wege sind an mehreren Stellen Informationstafeln aufgestellt.
Das Naturschutzgebiet wird vom Landesjagdverband Schleswig-Holstein zusammen mit der NABU-Gruppe Norderstedt und dem Naturschutzverein Tangstedt betreut.